# Курдиманш (Валь-д’Уаз)
Курдиманш (фр. Courdimanche) — муниципалитет во Франции, в регионе Иль-де-Франс, департамент Валь-д'Уаз. Население — 6 527 человек (2003). Муниципалитет расположен на расстоянии около 33 км северо-западнее Парижа, 5 км западнее Сержи.

## Демография
Динамика населения (Cassini и INSEE):